# Il Signore degli Anelli - Le due torri
Il Signore degli Anelli - Le due torri (The Lord of the Rings: The Two Towers) è un film colossal del 2002 co-sceneggiato, diretto e co-prodotto da Peter Jackson.
La pellicola è l'adattamento cinematografico dell'omonima seconda parte del romanzo di J. R. R. Tolkien, è il sequel de Il Signore degli Anelli - La Compagnia dell'Anello (2001) e precede Il Signore degli Anelli - Il ritorno del re (2003), ed è il secondo lungometraggio della trilogia de Il Signore degli Anelli.
Il film segue tre filoni narrativi: Frodo e Sam continuano il loro viaggio verso Mordor per distruggere l'Unico Anello, accompagnati da Gollum. Aragorn, Legolas, Gimli e Gandalf (divenuto Gandalf il Bianco) vanno in soccorso di Rohan, che è pronta alla battaglia con l'esercito di Saruman nel Fosso di Helm. Intanto Merry e Pipino, aiutati da Barbalbero, pianificano un attacco a Isengard.
La pellicola ha ottenuto un grande successo di critica e incassi, aggiudicandosi anche vari riconoscimenti, tra cui due premi Oscar 2003 su sei candidature: migliori effetti speciali e miglior montaggio sonoro.

## Trama
Durante la marcia verso Mordor, Frodo e Sam si accorgono di essere seguiti e tendono una trappola al loro inseguitore, Gollum, catturandolo e strappandogli la promessa di essere accompagnati a Mordor in cambio della libertà. A Isengard, Saruman crea sempre più Uruk-hai per la guerra contro Rohan e si allea con gli uomini delle montagne. In uno scontro con le forze di Saruman, Théodred, figlio del re Théoden, rimane gravemente ferito, per poi essere ritrovato dal cugino Éomer, in fin di vita, e condotto a Edoras. Qui Éomer è bandito da Rohan, dopo uno scontro verbale con Grima Vermilinguo, in cui il nipote del Re manifesta i suoi sospetti verso di lui: infatti, in segreto, Grima lavora per Saruman e ritiene pericolosa la presenza di Éomer. La cacciata di Éomer lascia la sorella di quest'ultimo, Éowyn, inerme e indifesa alle trame del viscido consigliere dello zio.
Nel frattempo, il gruppo di Uruk-hai che ha rapito Merry e Pipino, a cui si sono uniti alcuni orchi provenienti da Mordor, giunti alla foresta di Fangorn, viene raggiunto dai cavalieri comandati da Éomer che li trucidano. Aragorn, Legolas e Gimli, sulle tracce degli Uruk-hai, incontrano Éomer, il quale riferisce loro che gli orchi sono distrutti e che non ci sono sopravvissuti. I tre si recano sul luogo dello scontro e Aragorn capisce che gli hobbit si sono salvati rifugiandosi nella foresta di Fangorn. Entrandovi aspettandosi di trovare gli hobbit, i tre, invece, incontrano Gandalf, che credevano morto dopo lo scontro con il Balrog: con la sconfitta del mostro, infatti, anche lo stregone era morto, ma è stato riportato in vita per terminare il suo compito. Lo stregone, che si presenta ora come Gandalf il Bianco, suggerisce ai tre di non seguire più gli hobbit, poiché li ha messi sotto la protezione di Barbalbero, un Ent della foresta. I quattro, quindi, devono raggiungere Edoras per liberare il Re di Rohan, Théoden, dall'incantesimo di Saruman, il quale l'ha intorpidito nel corpo e nella mente e lo ha reso incapace di agire.
Sméagol, Frodo e Sam, dopo aver superato le Paludi Morte e raggiunto il Nero Cancello di Mordor, non riescono a entrare e riprendono il viaggio per un'altra via, nota solo a Gollum. Durante una sosta, i tre s'imbattono in un esercito di Haradrim diretti a Mordor, insieme a degli Olifanti. Il gruppo, però, non si accorge della presenza degli uomini di Gondor, capitanati da Faramir, che attaccano l'esercito nemico e catturano Frodo e Sam, ritenendoli delle spie. I due sono condotti in un rifugio, dove Frodo rivela a Faramir che sono partiti da Gran Burrone con altri sette compagni. Faramir, allora, informa i due hobbit della morte di Boromir, rivelando che era suo fratello. Sméagol, sfuggito alla cattura, è sorpreso da Faramir e i suoi uomini nello Stagno Proibito, dove viene catturato grazie all'aiuto di Frodo, per evitare che venisse ucciso. Gollum, dopo essere stato picchiato dagli uomini di Faramir, svela il segreto dell'Anello del Potere. Faramir, quindi, decide che l'Anello andrà a Gondor; un'occasione per lui di dimostrare il suo valore, donandolo così a suo padre, Sovrintendente di Gondor. Nel frattempo, Théoden viene risvegliato dall'incantesimo di Saruman e Grima viene cacciato da Édoras. Il Re, poiché la guerra incombe su Rohan, ordina al popolo di rifugiarsi al Fosso di Helm per poter affrontare i nemici; tutti gli abitanti e i cavalieri di Rohan, così, abbandonano la città per recarsi alla fortezza. Gandalf, invece, si dirige a nord a cercare rinforzi.
Durante l'esodo della gente di Rohan, Grima informa Saruman, il quale manda una squadra di mannari selvaggi per attaccarli. Nello scontro, sono vittoriosi gli uomini di Rohan, ma Aragorn cade in un burrone, trascinatovi da un mannaro. Dopo la battaglia, i sopravvissuti raggiungono il Fosso di Helm, dove si preparano all'imminente scontro; ritorna anche Aragorn, salvatosi dal dirupo e recante notizie riguardanti il nemico, che conta un esercito di diecimila Uruk-hai. Agli uomini di Rohan si unisce uno squadrone di elfi guidati da Haldir, inviati da Elrond, Celeborn e Galadriel per onorare l'antica alleanza tra elfi e uomini. Nel frattempo, Saruman scopre il punto debole del Fosso di Helm: una grata di drenaggio dell'acqua. La battaglia inizia e sembra svolgersi a favore dei difensori; Saruman, però, ha sintetizzato una polvere da sparo molto potente, con la quale crea delle "bombe" che gli Uruk-hai sfruttano per aprire una breccia. Nel varco così ottenuto si riversano ondate di Uruk-hai, i quali riescono a conquistare parte del Fosso. I difensori si rifugiano all'interno della torre della fortezza, per poi tentare un'ultima difesa con una carica a cavallo in mezzo agli Uruk-hai. L'arrivo di Gandalf e dei Rohirrim di Éomer, che lo stregone era andato a cercare, fanno terminare la battaglia a favore di Rohan.
Dopo che Merry cerca invano di convincere gli Ent a entrare in guerra contro Saruman, Pipino chiede a Barbalbero di accompagnare lui e Merry verso sud, in modo che il vecchio Ent veda lo scempio compiuto da Saruman alla foresta. Infuriato, Barbalbero richiama gli altri Ent e muove guerra a Saruman, il quale viene colpito alla sprovvista, venendo subito sopraffatto, finendo prigioniero nella sua torre. Nel frattempo, Sauron attacca Osgiliath, ultima roccaforte di Gondor prima di Minas Tirith, difesa dall'armata di Faramir. Durante la battaglia, il Capitano di Gondor decide di lasciare liberi Frodo, Sam e Gollum, dedicandosi alla difesa della città, nonostante la loro netta minoranza. Con l'esito della Battaglia del Fosso di Helm, Saruman è sconfitto, ma Sauron ha esteso il suo potere invadendo Gondor, mentre Gollum trama alle spalle di Frodo e Sam per impadronirsi dell'Anello.

## Personaggi
Come nel precedente film della trilogia, Le due torri è noto per il suo cast corale, in cui compaiono i seguenti personaggi:
- Frodo Baggins, interpretato da Elijah Wood: l'hobbit che ha l'incarico di distruggere l'Unico Anello.
- Gandalf, interpretato da Ian McKellen: uno stregone Istari.
- Arwen, interpretata da Liv Tyler: la figlia del Re degli elfi Elrond, è innamorata di Aragorn.
- Aragorn, interpretato da Viggo Mortensen: l'erede al trono di Gondor.
- Samvise Gamgee, interpretato da Sean Astin: un hobbit amico di Frodo Baggins, con cui condivide il viaggio verso Mordor.
- Galadriel, interpretata da Cate Blanchett: la sovrana di Lothlórien insieme a suo marito Celeborn.
- Gimli, interpretato da John Rhys-Davies: un nano che viaggia insieme ad Aragorn e Legolas.
- Théoden, interpretato da Bernard Hill: il re di Rohan.
- Saruman, interpretato da Sir Christopher Lee: il capo dei maghi Istari e alleato di Sauron.
- Peregrino Tuc, interpretato da Billy Boyd: un hobbit amico di Frodo e Sam.
- Meriadoc Brandibuck, interpretato da Dominic Monaghan: un hobbit amico di Frodo e Sam.
- Legolas, interpretato da Orlando Bloom: un elfo amico di Aragorn.
- Elrond, interpretato da Hugo Weaving: il Signore di Gran Burrone.
- Éowyn, interpretata da Miranda Otto: la nipote di Théoden e sorella di Éomer.
- Faramir, interpretato da David Wenham: il secondo figlio del sovrintendente di Gondor.
- Grima Vermilinguo, interpretato da Brad Dourif: il servo di Saruman a Rohan, che ha reso Théoden incapace di prendere decisioni.
- Gollum, interpretato da Andy Serkis: un hobbit di nome Sméagol, trasformatosi dopo essere entrato in possesso dell'Unico Anello. Serkis lo ha interpretato usando la tecnica del motion capture.
- Éomer, interpretato da Karl Urban: il nipote di Théoden e fratello di Éowyn.
- Haldir, interpretato da Craig Parker: il capitano degli elfi al servizio di Galadriel.

## Produzione

### Cast
Per il ruolo di Faramir si era inizialmente presentato ai provini del primo film Orlando Bloom; il ruolo è andato poi a David Wenham. In questo film sarebbero dovuti comparire alcuni membri dell'esercito neozelandese, ma non è stato possibile perché i soldati sono stati chiamati per una missione a Timor Est.

### Riprese

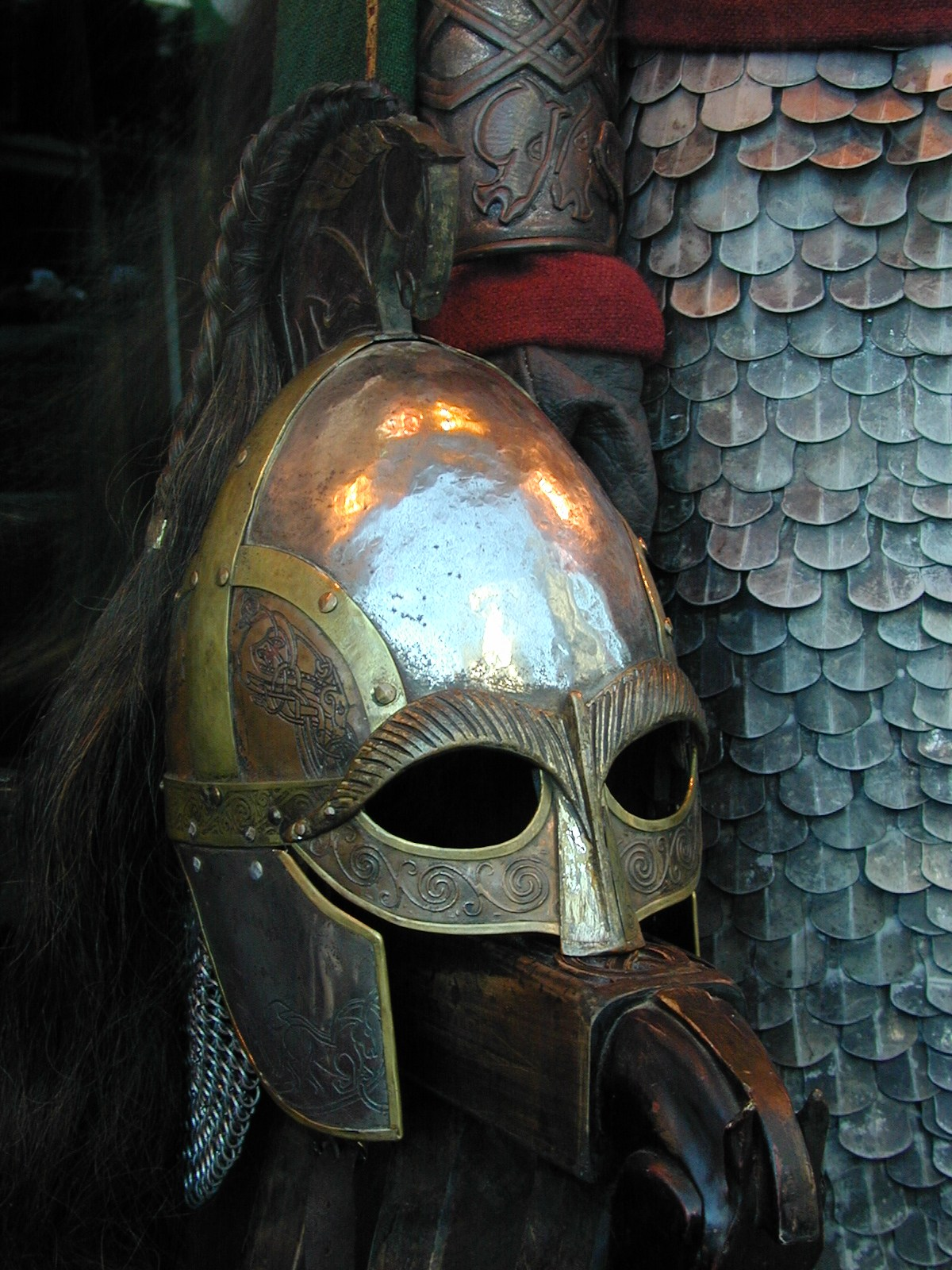
L'elmo della Guardia Reale Rohirrim

Gran parte delle riprese de Le due torri si sono svolte in concomitanza con quelle delle altre due pellicole, dall'11 ottobre 1999 al 22 dicembre 2000 in Nuova Zelanda; le riprese del film sono finite un mese dopo nel gennaio 2001. Peter Jackson appare, come negli altri due film, in un cameo: in questo caso è un soldato di Rohan durante la battaglia al Fosso di Helm.

### Effetti speciali
Il contributo della tecnologia digitale nel film è stato di grande importanza. Tra i tanti elementi da ricordare segnaliamo in particolar modo i seguenti:
- La mattina in cui si doveva girare la scena di Gollum che prende un pesce nel torrente, la troupe recatasi sul posto ha trovato la zona ricoperta di neve; Peter Jackson allora la fece rimuovere in modo che l'attore Andy Serkis potesse nuotare nel torrente.
- Molti set interni del film sono stati girati con la tecnologia del green screen.
- In realtà il Fosso di Helm è un modello ricostruito di circa 80 centimetri di altezza. I combattimenti e le vicende che si svolgono all'interno sono stati ripresi su dei set all'esterno e in seguito inseriti nell'omonima ricostruzione con la tecnica digitale.
- Sul set del film Orlando Bloom, girando una scena di un combattimento, si è ferito gravemente alla schiena e di conseguenza ha dovuto farsi operare: tuttora l'attore porta il segno della cicatrice dell'intervento chirurgico. Bloom è stato sostituito dalla controfigura; poi, grazie a tecniche digitali, i lineamenti del viso sono stati modificati e adattati.

### Post-produzione
La post-produzione è durata quasi due anni, terminando nel novembre 2002, un mese prima dell'uscita cinematografica.

### Scene eliminate
Molte scene girate sono state eliminate dal montaggio cinematografico e sono state aggiunte nell'edizione estesa del film.

## Colonna sonora
La colonna sonora originale per Le due torri è stata composta da Howard Shore. La colonna sonora con la London Philharmonic Orchestra ha raggiunto la prima posizione in Irlanda, la terza in Finlandia, l'ottava in Germania rimanendo in classifica 14 settimane, l'undicesima in Austria, la quattordicesima in Svizzera, la sedicesima in Svezia, la diciottesima in Norvegia, la ventesima nei Paesi Bassi rimanendo in classifica 18 settimane e la trentacinquesima in Francia rimanendo in classifica 18 settimane e vincendo 3 dischi d'oro.

## Promozione
Un'anteprima de Le due torri è stata mostrata poco prima dei titoli di coda del primo film, mentre un trailer promozionale è stato poi pubblicato, contenente la colonna sonora di Requiem for a Dream.

## Distribuzione

### Data di uscita
Il film è uscito nei cinema statunitensi il 18 dicembre 2002 e in Italia il 16 gennaio 2003.

### Edizione italiana
La direzione del doppiaggio e i dialoghi italiani sono stati curati da Francesco Vairano.

### Edizioni home video
Il film è stato pubblicato dalla New Line Cinema in DVD e in produzione limitata in VHS nell'agosto 2003. In DVD è stato pubblicato in edizione Widescreen, con sette minuti in meno rispetto alla versione cinematografica, poiché sono stati effettuati alcuni tagli di regia esclusivamente nei titoli di coda. La seconda edizione, uscita sia in DVD sia in VHS, è la versione estesa del film, che consta di quarantaquattro minuti in più rispetto a quella cinematografica ed è uscita nel novembre 2003. Il film in versione estesa contiene nuove scene inedite ed è diviso in due tempi su due dischi per un totale di quattro (gli altri due contengono extra), mentre nell'edizione VHS è in un cofanetto di due videocassette. La versione cinematografica Blu-ray del film è uscita negli Stati Uniti il 14 settembre 2010, mentre la versione estesa è uscita il 28 giugno 2011. Sebbene non contenga scene inedite, l'edizione estesa in alta definizione dura dodici minuti in più rispetto all'edizione estesa in DVD. Essa include nei titoli di coda anche i nomi di tutti membri dei più noti fans club internazionali dedicati della Terra di Mezzo, che hanno partecipato al progetto di diventare "produttori associati accreditati" per la pubblicazione dell'edizione estesa in Blu-ray della trilogia. Questa iniziativa è stata lanciata della Warner Bros. nel 2010. Il 1º dicembre 2020 è uscito il cofanetto in Blu-ray 4K con una color correction rivista da Peter Jackson, e con tutti e tre i film in altrettante steelbook, in cui sono incluse sia la versione cinematografica (un disco) che estesa (divisa in due dischi).

## Accoglienza

### Incassi
Il film ha ottenuto successo fin dal debutto in sala e ha superato il suo predecessore nell'incasso globale, incassando in totale 938532865 $, di cui 345518923 $ in Nord America e 592392292 $ nel resto del mondo, a fronte di un budget di produzione di 94 milioni di dollari.
Il film è il maggior incasso mondiale del 2002 e il secondo maggior incasso nel Nord America del 2002 dopo Spider-Man; inoltre è stato il quarto film con maggiori incassi nella storia del cinema.

#### Nord America
Nel primo giorno di programmazione il film ha incassato $26,2 milioni in 3,622 schermi. Nel week-end d'esordio ha ottenuto il primo posto al botteghino incassando $62 milioni, mentre nella prima settimana ha incassato di $123,3 milioni. Ha mantenuto il primo posto anche nel secondo week-end con $48,9 milioni e nel terzo week-end con $25 milioni, per poi scendere al secondo posto nel quarto week-end con $14,8 milioni e al quinto posto nel quinto fine settimana con $10,3 milioni.

#### Internazionale
Nel resto del mondo ha incassato 592392292 $ e i mercati maggiori sono stati Regno Unito ($92,6 milioni), Germania ($78,7 milioni), Giappone ($65,5 milioni), Francia ($40,9 milioni), Spagna ($32,3 milioni), Australia ($27 milioni), Svezia ($18,2 milioni), Messico ($16 milioni), Paesi Bassi ($14,5 milioni) e Danimarca ($12 milioni). In Italia ha incassato 21649997 €, che ne fa il 46º film col maggiore incasso di sempre.

### Critica
Il film è stato accolto molto positivamente dalla critica cinematografica. Sull'aggregatore di recensioni Rotten Tomatoes ha un indice di gradimento del 95% basato su 258 recensioni, con un voto medio di 8,5 su 10; il consenso critico del sito afferma: "Le due torri bilancia l'azione spettacolare con la narrazione emotiva, lasciando il pubblico completamente soddisfatto e desideroso del capitolo finale". Su Metacritic ottiene un punteggio di 87 su 100 basato su 39 recensioni.

## Riconoscimenti
- 2003 - Premio Oscar[4]
  - Miglior montaggio sonoro a Ethan Van der Ryn e Mike Hopkins
  - Migliori effetti speciali a Jim Rygiel, Joe Letteri, Randall William Cook e Alex Funke
  - Candidatura al miglior film a Barrie M. Osborne, Fran Walsh e Peter Jackson
  - Candidatura alla miglior scenografia a Grant Major, Dan Hennah e Alan Lee
  - Candidatura al miglior montaggio a Michael J. Horton
  - Candidatura al miglior sonoro a Christopher Boyes, Michael Semanick, Michael Hedges e Hammond Peek
- 2003 - Golden Globe[37]
  - Candidatura al miglior film drammatico
  - Candidatura al miglior regista a Peter Jackson
- 2003 - British Academy Film Award[38]
  - Migliori costumi a Ngila Dickson e Richard Taylor
  - Migliori effetti speciali a Jim Rygiel, Joe Letteri, Randall William Cook e Alex Funke
  - Premio del Pubblico
  - Candidatura al miglior film a Barrie M. Osborne, Fran Walsh e Peter Jackson
  - Candidatura al miglior regista a Peter Jackson
  - Candidatura alla migliore fotografia a Andrew Lesnie
  - Candidatura alla migliore scenografia a Grant Major, Dan Hennah e Alan Lee
  - Candidatura al miglior montaggio a Michael J. Horton
  - Candidatura al miglior trucco a Peter Owen, Peter King e Richard Taylor
  - Candidatura al miglior sonoro a Christopher Boyes, Michael Semanick, Michael Hedges e Hammond Peek
- 2003 - Screen Actors Guild Award
  - Candidatura al miglior cast in un film
- 2002 - Chicago Film Critics Association Awards
  - Candidatura al miglior film
  - Candidatura al miglior regista a Peter Jackson
  - Candidatura alla miglior fotografia a Andrew Lesnie
  - Candidatura alla miglior colonna sonora originale ad Howard Shore
- 2003 - Empire Awards
  - Miglior film
  - Candidatura al miglior regista a Peter Jackson
  - Candidatura al miglior attore a Viggo Mortensen
  - Candidatura alla miglior attrice a Miranda Otto
  - Candidatura al miglior attore britannico a Ian McKellen
  - Candidatura al miglior attore britannico a Andy Serkis
  - Candidatura alla miglior scena dell'anno (La riflessione di Gollum)
- 2003 - Nastro d'argento
  - Miglior doppiaggio maschile a Pino Insegno
- 2003 - Kansas City Film Critics Circle Awards
  - Miglior regista a Peter Jackson
- 2002 - Las Vegas Film Critics Society Awards
  - Miglior regista a Peter Jackson
  - Miglior montaggio a Michael J. Horton
  - Migliori costumi a Ngila Dickson e Richard Taylor
  - Migliori effetti speciali a Jim Rygiel, Joe Letteri, Randall William Cook e Alex Funke
- 2002 - MTV Movie Award
  - Miglior film
  - Miglior sequenza d'azione (La Battaglia al Fosso di Helm)
  - Miglior performance di gruppo a Elijah Wood e Sean Astin
  - Migliore performance virtuale (Gollum)
  - Candidatura alla migliore performance maschile a Viggo Mortensen
- 2002 - Satellite Award
  - Miglior cast
  - Migliori effetti speciali a Jim Rygiel, Joe Letteri, Randall William Cook e Alex Funke
  - Candidatura al miglior film drammatico
  - Candidatura al miglior regista a Peter Jackson
  - Candidatura al miglior attore non protagonista in un film drammatio a Viggo Mortensen
  - Candidatura alla miglior sceneggiatura non originale a Fran Walsh, Philippa Boyens, Stephen Sinclair e Peter Jackson
  - Candidatura al miglior montaggio a Michael J. Horton
  - Candidatura alla migliore fotografia a Andrew Lesnie
  - Candidatura al miglior sonoro a Christopher Boyes, Michael Semanick, Michael Hedges e Hammond Peek
- 2003 - Saturn Award
  - Miglior film fantasy
  - Miglior attore non protagonista a Andy Serkis
  - Miglior trucco a Peter Owen e Peter King
  - Migliori costumi a Ngila Dickson e Richard Taylor
  - Candidatura al miglior regista a Peter Jackson
  - Candidatura al miglior attore a Viggo Mortensen
  - Candidatura al miglior attore emergente a Elijah Wood
  - Candidatura alla miglior sceneggiatura a Fran Walsh, Philippa Boyens, Stephen Sinclair e Peter Jackson
  - Candidatura ai migliori effetti speciali a Jim Rygiel, Joe Letteri, Randall William Cook e Alex Funke
  - Candidatura alla miglior colonna sonora ad Howard Shore
- 2003 - Premio Amanda
  - Candidatura al miglior film straniero a Peter Jackson
- 2004 - Awards of the Japanese Academy
  - Candidatura al miglior film in lingua straniera
- 2003 - Bogey Awards
  - Bogey Award
- 2003 - Critics' Choice Movie Award
  - Migliore performance virtuale a Andy Serkis
  - Candidatura al miglior film
  - Candidatura alla migliore colonna sonora ad Howard Shore
- 2012 - Critics' Choice Movie Award
  - Miglior film affiliante
- 2002 - Central Ohio Film Critics Association Awards
  - Migliore fotografia a Andrew Lesnie
  - Candidatura al miglior film
- 2004 - Grammy Award
  - Migliore colonna sonora ad Howard Shore, John Kurlander e Peter Cobbin
- 2003 - Premio Hugo
  - Miglior rappresentazione drammatica
- 2002 - Phoenix Film Critics Society Awards
  - Miglior film
  - Miglior cast
  - Migliore sceneggiatura non originale a Fran Walsh, Philippa Boyens, Stephen Sinclair e Peter Jackson
  - Migliore fotografia a Andrew Lesnie
  - Migliore scenografia a Grant Major, Dan Hennah e Alan Lee
  - Miglior trucco a Peter Owen, Peter King e Jeremy Woodhead
  - Migliori effetti speciali a Jim Rygiel e Joe Letteri
  - Migliore canzone (La canzone di Gollum) ad Howard Shore e Fran Walsh
  - Candidatura al miglior regista a Peter Jackson
  - Candidatura ai migliori costumi a Ngila Dickson e Richard Taylor
  - Candidatura al miglior montaggio a Michael J. Horton
  - Candidatura alla migliore colonna sonora ad Howard Shore
- 2003 - Premio Robert
  - Candidatura al miglior film statunitense a Peter Jackson
- 2003 - Teen Choice Awards
  - Candidatura al miglior film d'azione/d'avventura/drammatico
  - Candidatura al miglior attore in un film d'azione/d'avventura/drammatico a Elijah Wood
  - Candidatura al miglior combattimento/sequenza d'azione
- 2002 - Visual Effects Society[39]
  - Migliori effetti speciali a Steve Ingram, Blair Foord, Rich E. Cordobes e Scott Harens
  - Miglior animazione dei personaggi a Richard Baneham, Eric Saindon, Ken McGaugh e Bay Raitt
  - Miglior compositing a Mark Tait Lewis, G.G. Heitmann Demers, Alex Lemke e Alfred Mürrle
  - Migliori effetti speciali scenografici a Alan Lee, Jeremy Bennett, Christian Rivers e Gino Acevedo
  - Migliori effetti speciali fotografici ad Alex Funke, Brian Van't Hul e Richard Bluck
  - Miglior effetti speciali in effetti guidati a Jim Rygiel, Joe Letteri, Randall William Cook e Alex Funke
  - Migliori modellini e miniature a Richard Taylor, Paul Van Ommen e Matt Aitken
  - Miglior attore in un film di effetti speciali a Elijah Wood, Sean Astin e Andy Serkis
  - Candidatura al miglior Matte painting a Yanick Dusseault, Max Dennison, Roger Kupelian e Mathieu Raynault
- 2003 - AFI Award
  - Film dell'anno
- 2003 - ASCAP Award
  - Top Box Office Films ad Howard Shore
- 2003 - Eddie Award
  - Candidatura al miglior montaggio in un film drammatico a Michael J. Horton
- 2003 - AACTA Award
  - Miglior film straniero a Barrie M. Osborne, Fran Walsh e Peter Jackson
- 2003 - Dallas-Fort Worth Film Critics Association Awards
  - Miglior regista a Peter Jackson
- 2003 - DGA Award
  - Candidatura al miglior regista a Peter Jackson
- 2003 - Golden Trailer Awards
  - Miglior film d'azione
- 2003 - Kids' Choice Awards
  - Candidatura al miglior eroe a Elijah Wood
- 2003 - London Critics Circle Film Awards
  - Candidatura al regista dell'anno a Peter Jackson
- 2003 - Golden Reel Award
  - Candidatura al miglior montaggio sonoro in un film straniero
  - Candidatura al miglior montaggio sonoro nei film stranieri
  - Candidatura al miglior montaggio sonoro (Colonna sonora)
- 2004 - People's Choice Awards
  - Miglior film drammatico
- 2013 - People's Choice Awards
  - Candidatura alla migliore saga
- 2004 - Science Fiction and Fantasy Writers of America
  - Migliore sceneggiatura a Fran Walsh, Philippa Boyens, Stephen Sinclair e Peter Jackson
- 2003 - Young Artist Award
  - Miglior film drammatico per la famiglia
- 2004 - Young Artist Award
  - Jackie Coogan Award a Peter Jackson
- 2003 - Angel Awards
  - Miglior film d'avventura
- 2003 - Art Directors Guild
  - Migliore scenografia a Grant Major, Dan Hennah, Joe Bleakley, Rob Outterside, Philip Ivey, Mark Robins, Jules Cook, Ross McGarva e Jacqui Allen
- 2009 - Austin Film Critics Association
  - Candidatura al miglior film del decennio
- 2002 - Awards Circuit Community Awards
  - Miglior regista a Peter Jackson
  - Miglior attore non protagonista a Andy Serkis
  - Migliore scenografia a Grant Major, Dan Hennah e Alan Lee
  - Migliore fotografia a Andrew Lesnie
  - Migliori costumi a Ngila Dickson e Richard Taylor
  - Migliore colonna sonora originale ad Howard Shore
  - Migliori effetti visivi
  - Miglior sonoro
  - Candidatura al miglior film a Peter Jackson, Fran Walsh e Barrie M. Osborne
  - Candidatura al miglior cast
  - Candidatura alla migliore sceneggiatura non originale a Peter Jackson, Fran Walsh, Philippa Boyens e Stephen Sinclair
- 2002 - British Society of Cinematographers
  - Candidatura alla migliore fotografia a Andrew Lesnie
- 2003 - Chlotrudis Awards
  - Migliore sceneggiatura non originale (premio del pubblico) a Fran Walsh, Philippa Boyens, Stephen Sinclair e Peter Jackson
  - Candidatura alla migliore sceneggiatura non originale a Fran Walsh, Philippa Boyens, Stephen Sinclair e Peter Jackson
- 2003 - Cinema Audio Society
  - Candidatura al miglior sonoro a Christopher Boyes, Michael Semanick, Michael Hedges e Hammond Peek
- 2003 - Cinema Writers Circle Awards
  - Candidatura al miglior film straniero
- 2003 - Costume Designers Guild Awards
  - Candidatura ai migliori costumi a Ngila Dickson
- 2003 - German Dubbing Awards
  - Migliore sceneggiatura a Andreas Fröhlich
- 2003 - Hollywood Makeup Artist and Hair Stylist Guild Awards
  - Miglior acconciatura per un personaggio (per Liv Tyler) a Peter Owen e Peter King
  - Miglior trucco per un personaggio (per Elijah Wood) a Peter Owen e Peter King
  - Migliori effetti speciali di trucco (per Elijah Wood) a Gino Acevedo, Jason Docherty e Richard Taylor
- 2003 - International Online Cinema Awards
  - Miglior cast
- 2003 - Online Film & Television Association
  - Miglior film a Peter Jackson, Barrie M. Osborne e Fran Walsh
  - Miglior regista a Peter Jackson
  - Miglior montaggio a Michael J. Horton e Jabez Olssen
  - Migliori costumi a Ngila Dickson e Richard Taylor
  - Miglior trucco e acconciature a Peter King, Peter Owen e Richard Taylor
  - Miglior montaggio sonoro a Christopher Boyes, Michael Semanick, Michael Hedges e Hammond Peek
  - Migliori effetti sonori a Ethan Van der Ryn e Mike Hopkins
  - Migliori effetti visivi a Jim Rygiel, Joe Letteri, Randall William Cook e Alex Funke
  - Miglior momento cinematico (La doppia personalità di Gollum)
  - Miglior website ufficiale
  - Candidatura al miglior attore non protagonista a Andy Serkis
  - Candidatura al miglior cast
  - Candidatura al miglior casting a Victoria Burrows, John Hubbard, Amy Hubbard, Liz Mullane e Ann Robinson
  - Candidatura alla migliore sceneggiatura non originale a Fran Walsh, Philippa Boyens, Stephen Sinclair e Peter Jackson
  - Candidatura alla migliore colonna sonora originale ad Howard Shore
  - Candidatura alla migliore fotografia a Andrew Lesnie
  - Candidatura alla migliore scenografia
  - Candidatura al miglior momento cinematico (La battaglia al fosso di Helm)
- 2003 - Online Film Critics Society Awards
  - Miglior film
  - Miglior regista a Peter Jackson
  - Miglior cast
  - Miglior montaggio a Michael J. Horton e Jabez Olssen
  - Miglior sonoro a Ethan Van der Ryn e Mike Hopkins
  - Migliori effetti speciali a Jim Rygiel
  - Candidatura al miglior attore non protagonista a Andy Serkis
  - Candidatura alla migliore sceneggiatura non originale a Fran Walsh, Philippa Boyens, Stephen Sinclair e Peter Jackson
  - Candidatura alla migliore fotografia a Andrew Lesnie
  - Candidatura alla migliore scenografia a Grant Major, Dan Hennah e Alan Lee
  - Candidatura ai migliori costumi a Ngila Dickson e Richard Taylor
  - Candidatura alla migliore colonna sonora ad Howard Shore
- 2003 - PGA Awards
  - Candidatura ai migliori produttori a Barrie M. Osborne, Fran Walsh e Peter Jackson
- 2002 - Rondo Hatton Classic Horror Awards
  - Miglior film di genere a Peter Jackson
- 2003 - SFX Awards
  - Miglior film fantasy
  - Miglior regista fantasy a Peter Jackson
  - Miglior attore fantasy a Viggo Mortensen
  - Migliore musica fantasy ad Howard Shore
  - Candidatura al miglior attore fantasy a Elijah Wood
  - Candidatura al miglior attore fantasy a Ian McKellen
- 2002 - Seattle Film Critics Awards
  - Candidatura al miglior film
  - Candidatura al miglior regista a Peter Jackson
  - Candidatura alla migliore sceneggiatura non originale a Fran Walsh, Philippa Boyens, Stephen Sinclair e Peter Jackson
  - Candidatura al miglior montaggio a Michael J. Horton
- 2003 - USC Scripter Award
  - Candidatura alla migliore sceneggiatura non originale a Fran Walsh, Philippa Boyens, Stephen Sinclair e Peter Jackson
- 2002 - Utah Film Critics Association Awards
  - Candidatura al miglior film
  - Candidatura al miglior regista a Peter Jackson
  - Candidatura al miglior attore non protagonista a Andy Serkis
  - Candidatura alla migliore sceneggiatura a Fran Walsh, Philippa Boyens, Stephen Sinclair e Peter Jackson
- 2002 - Washington DC Area Film Critics Association Awards
  - Candidatura al miglior film
- 2003 - World Soundtrack Awards
  - Candidatura alla migliore canzone (La canzone di Gollum) ad Howard Shore, Fran Walsh, Janet Roddick, David Donaldson, Steve Roche, David Long ed Emilíana Torrini
- Una battuta del film ("Il mio tesssoro!", "My precious" in lingua originale) è stata inserita nel 2005 nella lista delle cento migliori citazioni cinematografiche di tutti i tempi stilata dall'American Film Institute, nella quale figura all'85º posto.[40]

## Altri media

### Videogioco
Nel 2002 è uscito Il Signore degli Anelli: Le due torri, videogioco basato sulle vicende del film e sviluppato da Electronic Arts.

## Sequel / spin-off

### Il Signore degli Anelli - Il ritorno del re(2003)
La trilogia de Il Signore degli Anelli si è conclusa con Il Signore degli Anelli - Il ritorno del re, uscito l'anno successivo e basato sull'omonima terza e ultima parte del racconto.

### Il Signore degli Anelli - La guerra dei Rohirrim(2024)
Nel dicembre 2024 è uscito un film prequel anime, prodotto da New Line Cinema e Warner Bros. Animation e diretto da Kenji Kamiyama, intitolato Il Signore degli Anelli - La guerra dei Rohirrim, con Miranda Otto che ha ripreso il suo ruolo di Éowyn, fungendo da voce narrante del film, ambientato ai tempi del re di Rohan Helm Mandimartello. Sono inoltre in sviluppo due nuovi film live action con Jackson come produttore; il primo di questi, The Lord of the Rings: The Hunt for Gollum, è previsto per il 17 dicembre 2027 e sarà diretto da Andy Serkis, che tornerà anche a interpretare Gollum tramite motion capture.